# Waiblingen
Waiblingen (in svevo Woeblenga) è una città di 56 081 abitanti del Baden-Württemberg, in Germania.
È il capoluogo, e il centro maggiore, del circondario (Landkreis) del Rems-Murr (targa WN).
Waiblingen si fregia del titolo di "Grande città circondariale" (Große Kreisstadt).

## Geografia fisica
La città è situata vicino al corso del fiume Rems.

## Storia
Il primo documento ufficiale che fa menzione dell'esistenza della città è un atto imperiale dell'anno 855, ma già da un secolo Waiblingen era un importante centro del regno dei Franchi. Il castello cittadino, detto castello di Hohenstaufen, fu sede degli Staufer e vide forse i natali di Federico Barbarossa nel 1122. Dal nome Waiblingen deriva il termine fiorentino e poi italiano ghibellino, che inizialmente indicava un appartenente alla fazione fiorentina favorevole alla casa sveva e in seguito il partito favorevole all'imperatore nell'intera penisola italica.

## Geografia antropica

### Suddivisioni amministrative
Waiblingen si divide in 6 zone, corrispondenti all'area urbana e a 5 frazioni (Ortschaft):
- Waiblingen (area urbana)
- Beinstein
- Bittenfeld
- Hegnach
- Hohenacker
- Neustadt

## Amministrazione

### Gemellaggi
- Mayenne, Francia, dal 1962
- Devizes, Inghilterra, Regno Unito, dal 1966
- Baja, Ungheria, dal 1988
- Jesi, Italia, dal 1996

Waiblingen intrattiene "legami amichevoli" (Freundschaftliche Verbindung) con:
- Smalcalda, Turingia, Germania, dal 1990